# Salacia brachypoda
Salacia brachypoda, abacate-do-mato, castanha-mineira ou ainda cipó-abacate (Salacia brachypoda), é uma planta medicinal do Brasil.

## Uso medicinal
É  muito comum nas florestas, sua semente, reduzida a pó, é usada em infusão nas cólicas e nas doenças do fígado.

## Pesquisas
O produto extraído da planta é capaz de retardar o brotamento de outras sementes, uma soluçâo a 0,25% de salacina, alcalóide extraído do embriâo de Salacia brachypoda, inibe quase completamente o crescimento do embriâo de feijâo.